# Antropologia. Il manuale di Scienze umane
Antropologia. Il manuale di Scienze umane è un manuale di antropologia di Vincenzo Matera e Angela Biscardi pubblicato dalla casa editrice De Agostini Scuola per la prima volta nel 2015. Il testo è strutturato per gli studenti del liceo delle scienze umane.

## Contenuto
Come descritto nel testo, il manuale è strutturato in 6 sezioni: la scoperta della cultura, le strutture culturali, le dinamiche della cultura, le dimensioni culturali dell'esistenza, culture in viaggio e intersezioni, diramazioni, professioni.; ogni unità è al suo interno strutturata in "definizioni e tematiche", "autori e teorie" e "metodo". Per ogni unità sono suggeriti materiali per utilizzare il metodo della classe rovesciata
La prima unità "La scoperta della cultura definisce l'antropologia e il concetto di cultura e si focalizza su etnocentrismo e relativismo culturale; si presentano l'evoluzionismo (con Edward Tylor, Lewis Henry Morgan e James George Frazer) il diffusionismo e la nascita dell'antropologia statunitense (con Franz Boas, Alfred L. Kroeber, Ruth Benedict, Margaret Mead), il metodo comparativo degli evoluzionisti e il particolarismo storico. La seconda unità "Le strutture culturali" si concentra sulle due teorie dell'antropologia del novecento: il funzionalismo britannico e lo strutturalismo francese, che caratterizzano lo studio di parentela, simbolismo, religione (con i concetti di mito e totenismo), le struttura sociale, il modello culturale, conoscenza e credenza e il la metodologia di ricerca dell'osservazione partecipante. La terza unità "Le dinamiche della culturale" è incentrata sul cambiamento culturale e i fenomeni culturali che caratterizzano la nostra esperienza contemporanea quali potere, conflitto e cambiamento culturale, tradizione e modernità, oralità e scrittura, la cultura come conoscenza, la cultura come comunicazione e la cultura come pratica; il capitolo fa riferimento al colonialismo e alla scuola di Manchester e all'antropologia marxista; si far riferimento ai limiti dell'osservazione partecipante. La quarta unite "Le dimensioni culturali dell'esistenza" analizza corpo, identità, potere e sacro, temi al centro dell'opera di studiosi; inoltre si fa riferimento alla tradizione demologica italiana di Ernesto de Martino e si presenta il paradigma dell'interpretazione di Clifford Geertz, la successiva antropologia dialogica e la decostruzione etnografica. L'unità cinque "Culture in viaggio" presenta l'esperienza contemporanea della diversità e il nostro contatto ravvicinato con essa con riferimento a temi quali locale e globale e culture transnazionali; inoltre si fa riferimento al ruolo centrale di media e new media e si presenta l'antropologia postmoderna e il dibattito relativo al decostruzionismo che critica il concetto di cultura e affronta la questione della dimensione individuale. La sesta e ultima unità "Intersezioni, diramazioni, professioni" offre collegamenti tra antropologia e altri ambiti culturali quali la letteratura, comunicazione, arte e sociologia; presenta possibili applicazioni dell'antropologia nello sviluppo, nella medicina, nei diritti umani, nelle politiche pubbliche e nello shopping; presenta alcune delle possibili professioni per gli antropologi.

### Dizionario di scienze umane
Il manuale presenta alla fine un dizionario di scienza umane italiano-inglese. Il dizionario presenta una serie di termini antropologici e sociologici, termini specifici della metodologia della ricerca in scienze sociali e termini che aiutano a contestualizzare i contenuti del testo.
- Acculturazione
- Adattamento
- Affinità
- Agenzia culturale (cultural agency)
- Alfabetizzazione
- Animismo
- Anomia
- Antropologia
  - Antropologia cognitiva
  - Antropologia contemporanea
  - Antropologia culturale
  - Antropologia dei media
  - Antropologia dell'arte
  - Antropologia della parentela
  - Antropologia dello sviluppo
  - Antropologia dialogica
  - Antropologia fisica
  - Antropologia interpretativa
  - Antropologia linguistica
  - Antropologia marxista
  - Antropologia medica
- Banda
- Cambiamento sociale
- Campione (metodologia della ricerca)
- Canale di comunicazione
- Capitale 
  - Capitale culturale
  - Capitale economico
  - Capitale simbolico
  - Capitale sociale
- Capitalismo
- Casta
- Categoria (metodologia della ricerca)
- Ceto sociale
- Classe sociale
- Classificazione delle scienze (Auguste Comte)
- Codice
- Coesione sociale
- Comparazione
- Comunicazione
- Teorie del conflitto
- Consanguineità
- Controllo sociale
- Cultura
- Critica culturale
- Decolonizzazione
- Decostruzione
- Teoria della degenerazione
- Delocalizzazione
- Demologia
- Deriva generazionale o culturale
- Deterritorializzazione
- Devianza sociale
- Diffusionismo
- Discendenza
- Diversità culturale
- Dominio o chiefdom
- Doppia morale
- Economia
- Egemonia culturale
- Élite
- Descrizione emica
- Endogamia
- Esogamia
- Esperimento
- Descrizione etica
- Etica della ricerca
- Etnia (sociologia)
- Etnocentrismo
- Etnografia
- Etnografia della comunicazione
- Etnolinguistica
- Etnologia
- Etnometodologia
- Etnoscienza
- Evoluzionismo
- Teoria dei fatti sociali
- Finzione
- Flipped classroom (classe capovolta) - Pedagogia
- Focus group (metodologia di ricerca)
- Funzionalismo
- Funzionalismo sociologico
- Globalizzazione
- Gruppo
- Gruppo di interesse, gruppo di pressione, lobby
- Gruppo etnico
- Habitus
- Ibridazione culturale
- Identità
- Immaginazione sociologica (metodologia di ricerca)
- Incorporazione
- Inculturazione
- Indagine sul campo (metodologia di ricerca)
- Individualizzazione
- Industria culturale
- Internazionalismo simbolico
- Intervista (metodologia di ricerca)
- Intervista in profondità (metodologia di ricerca)
- Istituzione sociale
- Linguaggio
- Funzioni del linguaggio
- Mass media
- Matrimonio
- Metodo
- *Metodo sperimentale
- Metodo idiografico (psicologia)
- Metodo sperimentale (psicologia)
- Metodo comparativo delle variazioni concomitanti (sociologia)
- Metodo storico-comparativo (sociologia)
- Metodologia della ricerca
- Mito
- Mobilità sociale
- Modello
- Modernità liquida (Zygmunt Bauman)
- Movimenti sociali
- Multiculturalismo
- New media
- Norme sociali
- Note di campo
- Ordine sociale
- Osservazione della partecipazione (Barbara Tedlock)
- Osservazione partecipante
- Panorama (Arjun Appadurai)
- Paradigma (metodologia della ricerca)
  - Paradigma positivitivista
  - Paradigma interpreatativo
- Paralinguaggio
- Paralinguistica
- Parentela
- Metodo del particolarismo storico
- Policy making
- Politica
- Politica pubblica
- Positivismo
- Positivismo italiano
- Postcolonialismo
- Postmodernità (Zygmunt Bauman)
- Primitivismo
- Principio di attendibilità (metodologia della ricerca)
- Principio di validità (metodologia della ricerca)
- Processo sociale
- Progresso
- Prospettiva nomotetica / prospettiva idiografica (metodologia della ricerca)
- Prossemica
- Questionario (metodologia della ricerca)
- Razza (categorizzazione umana)
- Razzismo
- Relativismo culturale
- Religione
- Residenza
  - Residenza matrilocale
  - Residenza patrilocale
- Ricerca qualitativa (metodologia della ricerca)
- Ricerca quantitativa (metodologia della ricerca)
- Ricerca sociale
  - Campione di ricerca sociale
  - Ricerca sociale macrosociologica
  - Ricerca sociale microsciologica
  - Tecniche della ricerca sociale
- Riformulazione culturale
- Ruolo sociale
- Sacro
- Scarificazione
- Secolarizzazione
- Segno
- Semiotica
- Simbolo
- Sincretismo
- Sistema sociale
- Socializzazione
- Sociazione (Georg Simmel)
- Società
  - Società acquisitive
  - Società agricola / società pastorale
  - Società complesse
  - Società dell'ignoranza
  - Società del rischio
  - Società egocentrica
  - Società industriale
  - Società semplice
  - Società sociocentrica
- Sociologia
- Nascita della sociologia
- Solidarietà
- Sopravvivenza
- Statistica (metodologia della ricerca)
- Stato
- Status sociale
- Stratificazione sociale
- Struttura sociale (Alfred Reginald Radcliffe-Brown)
- Strutturalismo (Claude Lévi-Strauss)
- Tecniche di ricerca (metodologia della ricerca)
- Teoria critica
- Teoria culturologica
- Teoria ipodermica della comunicazione / Bullet theory
- Tipo ideale
- Totenismo
- Tradizione
- Tribù
- Unità di analisi (metodologia della ricerca)
- Validità ecologica (metodologia della ricerca)
- Variabili (metodologia della ricerca)
- Welfare state